# Héritabilité du QI
L'héritabilité du QI (quotient intellectuel) dans une population donnée est la part de variance du QI attribuable aux différences génétiques entre individus de cette population divisée par la variance totale du QI dans cette population. Quelle que soit la valeur de cette héritabilité, cela ne fixe aucune limite de principe à la malléabilité des scores de QI dans une population.

## Origine de l'utilisation de cette notion
Cette notion a été introduite dans le débat public en 1969 par Arthur Jensen, dans un article intitulé « How much can we boost IQ and scholastic achievement? » publié dans la Harvard Educational Review. Dans ce célèbre article, Jensen argue que les programmes d'éducation compensatoire (compensatory education), destinés aux États-Unis à améliorer la réussite scolaire des enfants issus de milieux défavorisés (notamment de familles pauvres appartenant à des minorités ethniques), ont échoué à produire des effets parce qu'ils étaient basés sur des prémisses erronées. S'appuyant notamment sur les travaux de Cyril Burt (« The most satisfactory attempt to estimate the separate variance components is the work of Sir Cyril Burt (1955, 1958) ») ainsi que sur une revue publiée par Erlenmeyer-Kimling et Jarvik en 1963 des études familiales et de jumeaux visant à estimer l'héritabilité des capacités intellectuelles, Jensen conclut que « l'héritabilité de l'intelligence » est en moyenne d'environ 80%. 
Combinant cette estimation avec d'autres données, il pose ensuite qu'il est évident que les différences de QI observées entre classes socio-économiques ainsi que celles observées entre races aux États-Unis sont au moins en partie causées par des différences génétiques entre ces groupes. Pour les différences raciales, son raisonnement est le suivant : 
« Any groups which have been geographically isolated from one another for many generations are practivally certain to differ in their gene pools, and consequently are likely to show differences in any phenotypic characterisics having high heritability. [...] These genetic differences are manifested in virtually every anatomical, physiological, and biochemical comparison one can make between representative samples of identifiable racial groups (Kuttner 1967). There is no reason to suppose that the brain should be exempt from this generalization. [...] There seems to be little question that racial differences in genetically conditioned  behavioral characteristics, such as mental abilities, should exist, just as physical differences. [...] The proper questions to ask, from a scientific standpoint, are: What is the direction of the difference? What is the magnitude of the difference? And what is the significance of the difference - medically, socially, educationally, or from whatever standpoint that may be relevant to the characteristic in question? »(p.80)
Cet article, de même que des usages ultérieurs d'estimations de l'héritabilité basées sur le même type de raisonnement, tels ceux faits dans The Bell Curve en 1994, et plus récemment dans le livre A troublesome inheritance: genes, race and human history du journaliste Nicholas Wade en 2014, a suscité de très vives critiques au sein de la communauté scientifique,,,,. Outre que la validité des estimations d'héritabilité du QI utilisées a été remise en cause, il a notamment été souligné que cette information ne permettait de tirer aucune conclusion quant aux causes de différences observables entre deux populations différentes et vivant dans des environnements différents.

## Valeurs estimées de l'héritabilité du QI
L'héritabilité des scores de QI ou d'autres mesures de l'intelligence (facteur g, réussite scolaire,...) a fait l'objet de nombreuses estimations dans diverses populations et avec différentes méthodes.

### Estimation par les méthodes classiques d'étude d'apparentés et de jumeaux
Les études classiques d'apparentés ou de jumeaux ont fréquemment abouti à des estimations d'héritabilité du QI à l'âge adulte de l'ordre de 50 à 80 %,. Toutefois, ces méthodes d'estimation cumulent des biais qui conduisent à une surestimation de l'héritabilité, y compris les études de jumeaux parfois présentées à tort comme fiables,,,.

### Estimation par des modèles incorporant les effets d'un grand nombre de SNP
Depuis les années 2000 ont été développées des méthodes d'estimation de l'héritabilité qui sont basées sur les données génomiques de gros échantillons d'individus. Le principe général de la méthode qui a pour l'instant été le plus utilisée consiste à bâtir un modèle mathématique de l'effet statistique du génotype comme étant la combinaison des effets statistiques d'un sous-ensemble plus ou moins grand des polymorphismes mono-nucléotidiques (SNP).
Seule la prise en compte de plusieurs dizaines de milliers de SNP permet de reconstituer, via un modèle statistique ad hoc, une part de variance substantielle attribuable aux génotypes dans l'échantillon de population utilisé, c'est-à-dire une héritabilité dite génomique estimée approchant parfois 50%. Toutefois, le cas échéant ces modèles souffrent d'overfitting, c'est-à-dire de sur-ajustement du modèle aux données. Dans ce cas, le modèle "explique" une grande part de variance par les SNP, mais seulement parce qu'il a incorporé un bruit aléatoire présent dans les données de l’échantillon qui a servi à le construire (une partie de cette héritabilité estimée est donc fictive). Pour limiter l'overfitting, il est recommandé d'opérer des validations croisées du modèle sur d'autres échantillons. La mise en oeuvre de ces validations croisées dans les études humaines reste insuffisante et de fait, la part de variance expliquée par ces modèles chute souvent drastiquement lorsqu'ils sont appliqués à un autre échantillon.
Ainsi, dans Hill et al. 2018 par exemple, les auteurs ont pu construire un modèle mathématique expliquant 25,44 % de la variance d'une mesure de l'intelligence dans l'échantillon initial, mais lorsque ce modèle a été appliqué à trois échantillons de réplication, seuls 3,64 % à 6,84% de la variance de mesures de l'intelligence ont été prédits par le modèle.
De même, le modèle bâti par Lee et al. 2018 sur la base d'un échantillon de 1,1 million de personnes d'ascendance génétique européenne, utilisant environ 250 000 SNP, n'a permis de rendre compte que de 12,7 % de la variance du nombre d'années d'études et 6,9 % de celle d'une mesure de performance cognitive dans une cohorte de réplication, et de respectivement 10,6% et 9.7 % dans une autre. De plus, selon les auteurs le modèle a perdu 85 % de son pouvoir prédictif lorsqu'il a été appliqué à un échantillon de personnes afro-américaines. Les auteurs soulignent en outre que l'effet propre des variants génétiques est probablement surestimé par le modèle en raison d'une « corrélation entre le niveau d'éducation et un environnement éducatif propice à la réussite scolaire ». En 2019, la part de variance prédite par ce modèle était la plus élevée jamais atteinte par ce type d'approche, tous traits cognitifs ou comportementaux confondus.

### Estimation par la méthode RDR (relatedness disequilibrium regression)
La méthode RDR est une méthode récente également basée sur des données génomiques, visant à compenser certains défauts des méthodes basées sur une modélisation des effets statistiques des SNP. Elle estime l'héritabilité en examinant la façon dont la similarité phénotypique entre individus varie en fonction de leur proximité génétique, mesurée par la fraction du génome partagée par deux individus car héritée d'un ancêtre commun. Mise en œuvre pour la première fois en 2018 sur un échantillon de près de 55 000 Islandais, elle a abouti a des estimations d'héritabilité nettement plus faibles que celles produites par les méthodes existantes. En particulier, l'héritabilité du niveau d'études a été estimée dans cet échantillon à 17%, contre respectivement 52%, 29% et 40% avec trois autres méthodes et 43% avec l'étude de jumeaux de référence. 